# Kurudeğirmen, Bismil
Kurudeğirmen là một xã thuộc huyện Bismil, tỉnh Diyarbakır, Thổ Nhĩ Kỳ. Dân số thời điểm năm 2008 là 66 người.